# Apolinary Jaworski
Apolinary Jaworski, též Apolinary Jakub Jaworski, v německojazyčných pramenech i Apollinar von Jaworski, (23. července 1825 Lvov – 24. října 1904 Lvov) byl rakousko-uherský, respektive předlitavský politik polského původu z Haliče, v letech 1893–1895 ministr pro haličské záležitosti.

## Biografie
Vystudoval právo na Lvovské univerzitě a na Vídeňské univerzitě. V letech 1868–1874 působil v okresním výboru v Zoločivě. Od roku 1870 působil na Haličském zemského sněmu, který ho téhož zvolil poslancem Říšské rady (celostátní zákonodárný sbor, tehdy ještě nevolen přímo, ale tvořen delegáty jednotlivých zemských sněmů). Ve vídeňské sněmovně zasedal i ve funkčním období 1871–1873, kde reprezentoval velkostatkářskou kurii v Haliči. Fakticky ale pro nesouhlas polských politiků s ústavním směřováním Předlitavska mandát nevykonával. Složil sice 28. prosince 1871 poslanecký slib, ale jeho mandát byl 21. dubna 1873 pro dlouhodobou absenci prohlášen za zaniklý. Mandát obhájil v prvních přímých volbách do Říšské rady roku 1873, opět za velkostatkářskou kurii. Opětovně byl do Říšské rady zvolen ve volbách roku 1879, volbách roku 1885, volbách roku 1891, volbách roku 1897 a volbách roku 1901 a zasedal tu až do své smrti roku 1904, kdy ho na poslaneckém postu nahradil Władysław Gniewosz. V roce 1888 se stal předsedou Polského klubu na Říšské radě. Funkci předsedy této parlamentní frakce zastával do roku 1891 a pak znovu od roku 1896. Podílel se na pádu vlády Eduarda Taaffeho.
Potom se 12. listopadu 1893 stal ministrem pro haličské záležitosti Předlitavska v nové vládě Alfreda Windischgrätze. Post si udržel i v následující vládě Ericha Kielmansegga. Na ministerském postu setrval do 30. září 1895.
Politicky byl konzervativně orientován a držel se tradice Kazimierze Grocholského, podle které mají Poláci v parlamentu a vládě vždy sledovat loajalitu k panovníkovi. Měl velký vliv mezi polskými poslanci a dokázal mezi nimi prosadit svou vůli. Za konzervativní vlády Kazimíra Badeniho byl Polský klub jednou z hlavních opor vlády. Když vrcholil spor o Badeniho jazyková nařízení, prezentoval Jaworski jménem klubu vůči opozici německorakouských centralistických liberálů a nacionalistů programové požadavky zahrnující uznání historických zemí jako základu monarchie včetně jejich práv a autonomních pravomocí, rovnoprávnost národů v říši, podpora mravnosti a práce. V Říšské radě zasedal až do roku 1904, kdy zemřel.